# Moschea khelloua Sidi Mahrez

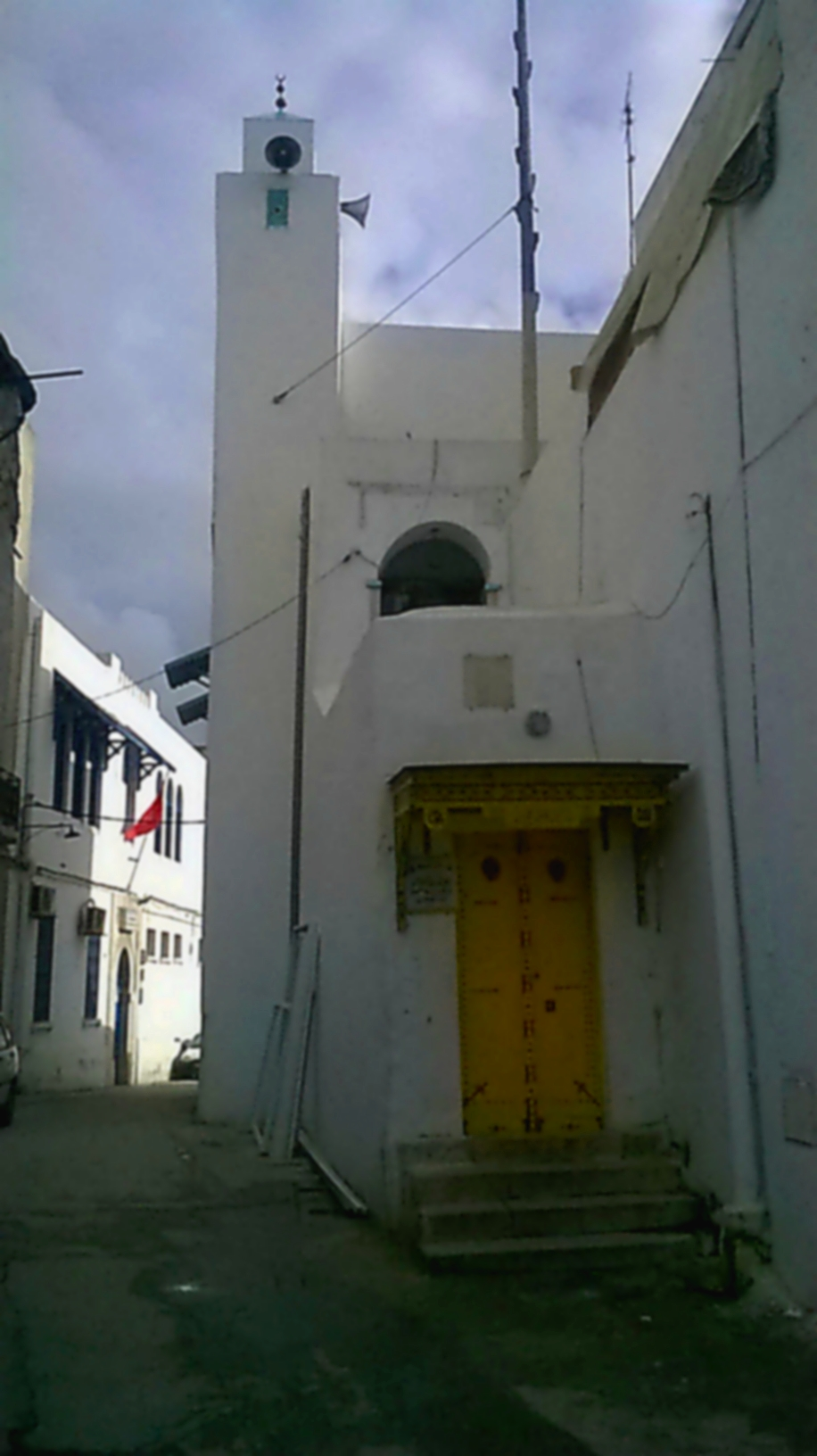
Vista della moschea

La moschea khelloua Sidi Mahrez (in arabo مسجد خلوية سيدي محرز‎? ) è una moschea tunisina a Bab Jadid, vicino al sobborgo di Bab El Jazeera, a sud della Medina di Tunisi.
Si tratta di un patrimonio mondiale dell'umanità dell'UNESCO insieme a tutti i monumenti dell'area della Medina di Tunisi per un decreto del 16 novembre 1928.

## Localizzazione
Essa si trova al numero 13 della via Sidi Ayed.

## Etimologia
Il suo nome deriva dal suo fondatore, Abu Mohamed Ibn Khalaf Mahrez (in arabo أبو محمد محرز بن خلف‎?) o noto anche come Sidi Mahrez.
Khelloua è un termine sufi per indicare un luogo di isolamento in cui un imam o sheikh praticano un'invocazione che può durare diversi giorni. Oggi questa zona è diventata un santuario per commemorare una persona o un concetto religioso..

## Storia
Recentemente restaurata, è stata costruita nel 1004 da Sidi Mahrez, come indicato nella placca commemorativa.

## Galleria d'immagini

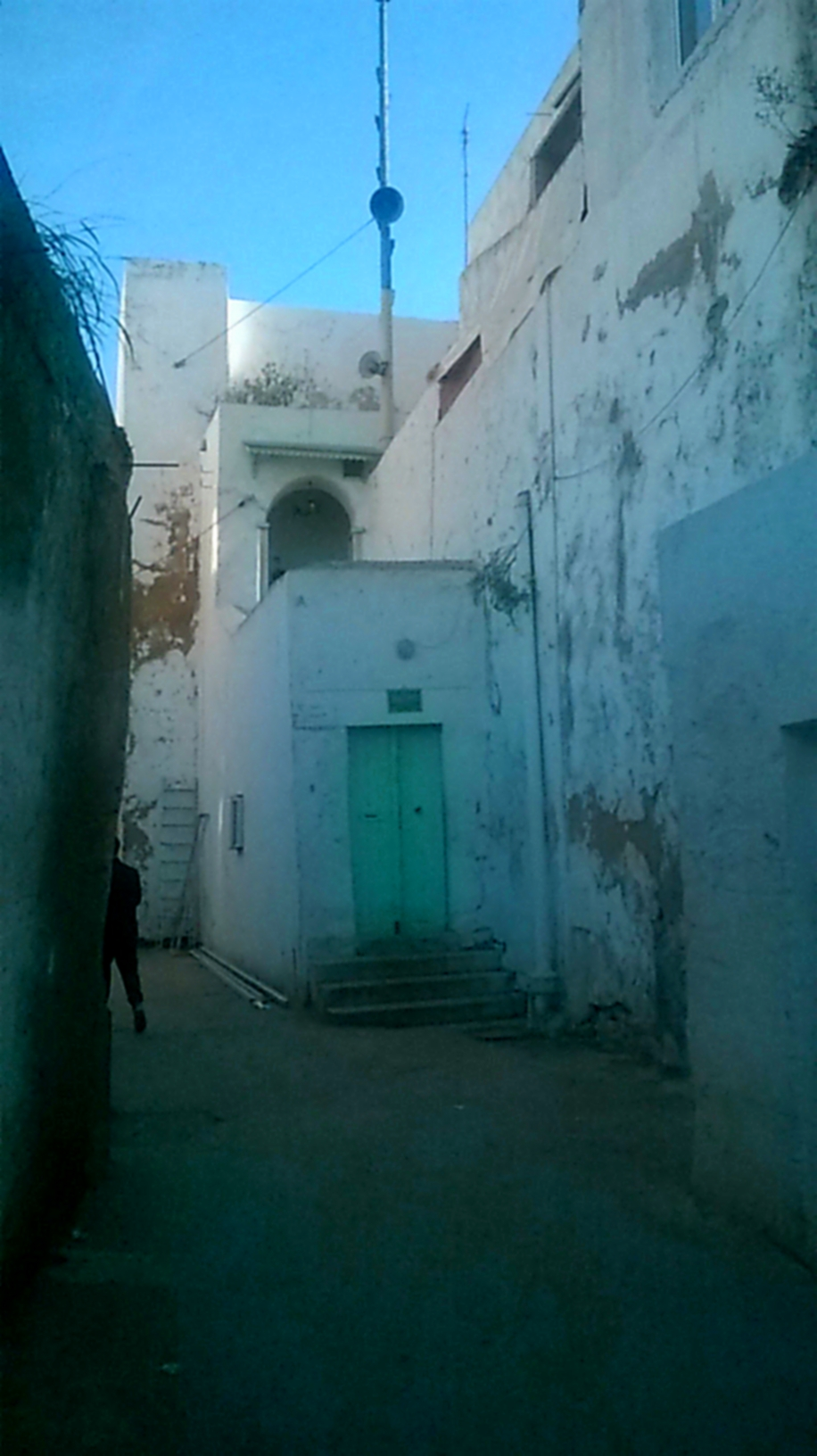
Vista della Moschea prima del restaurorestauro
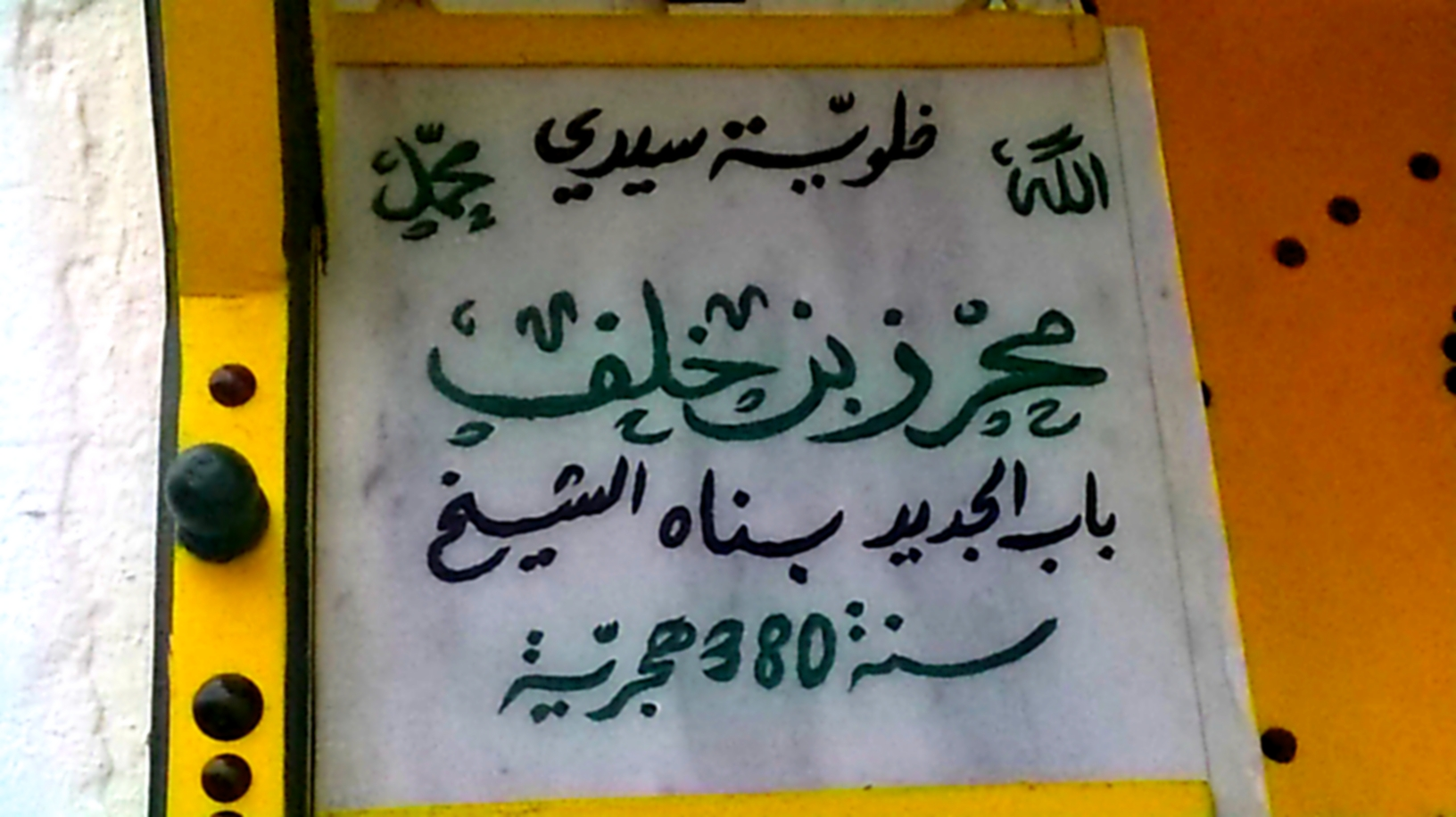
Placca commemorativa della moschea
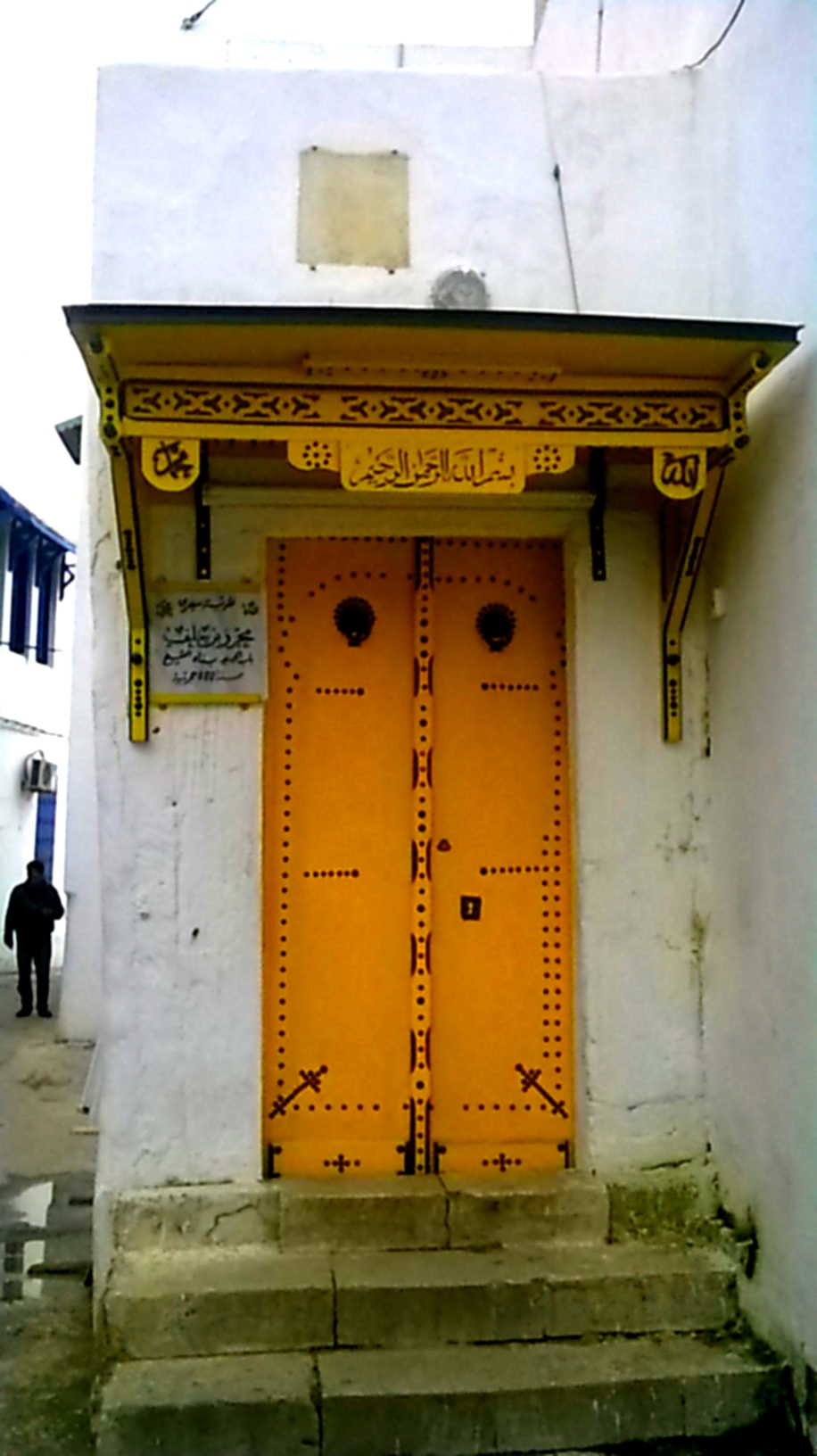
Porta d'ingresso
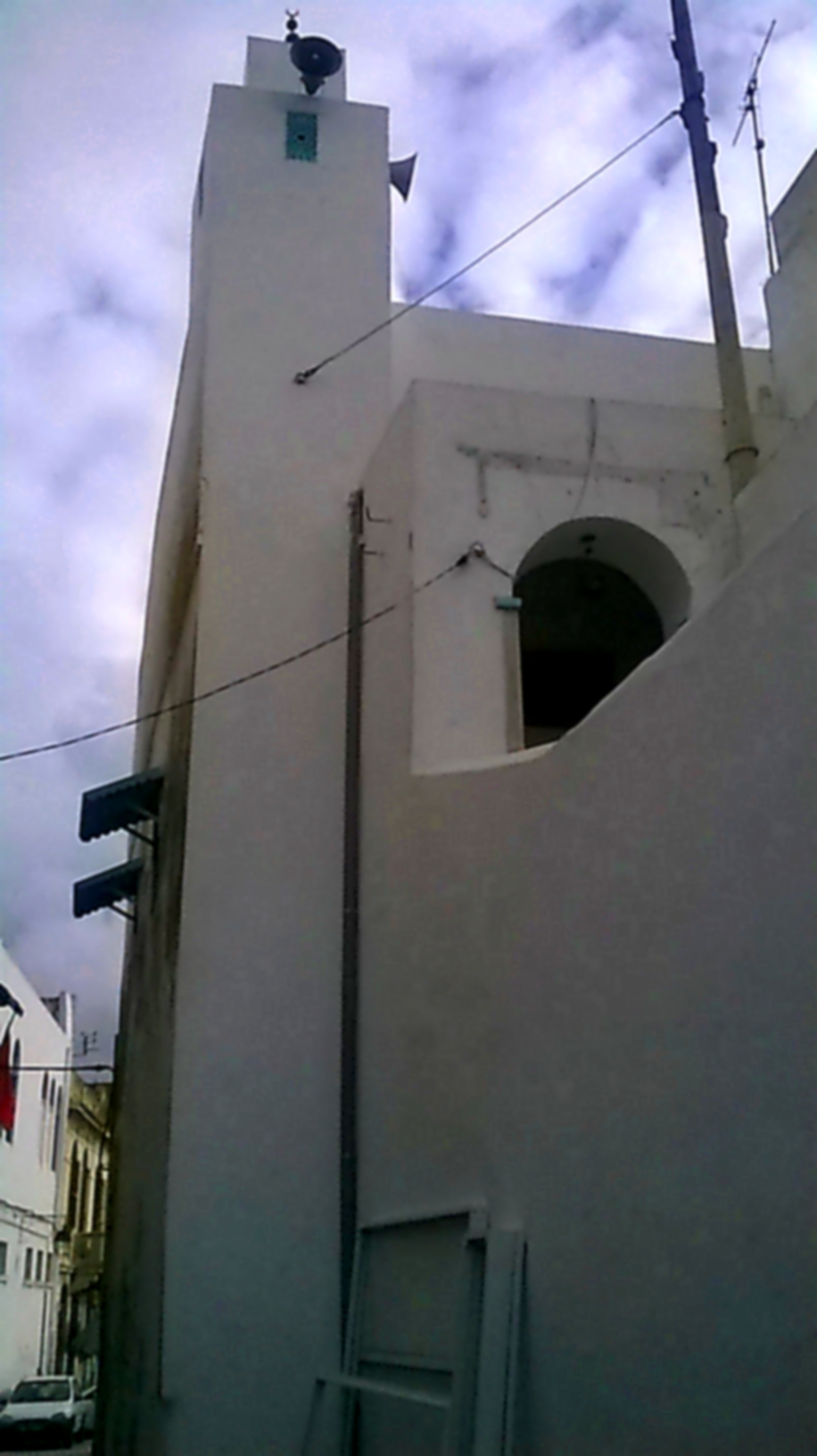
Minareto della moschea